# كينغو تاكادا
كينغو تاكادا (باليابانية: 高田 健吾) (24 أغسطس 1989 في فوكوياما في اليابان – )؛ هو لاعب كرة قدم كان يلعب كمدافع.

## وصلات خارجية
- كينغو تاكادا على موقع قاعدة بيانات كرة القدم.إي يو (الإنجليزية)
- كينغو تاكادا على موقع عالم كرة القدم.نت (الإنجليزية)